# Hyalobole orthosioides
Hyalobole orthosioides là một loài bướm đêm trong họ Noctuidae.